# Argyrophenga
Genre
Argyrophenga est un genre de lépidoptères (papillons) de la famille des Nymphalidae et de la sous-famille des Satyrinae. Décrit par l'entomologiste britannique Edward Doubleday en 1845, il comporte trois espèces, toutes endémiques de Nouvelle-Zélande :
- Argyrophenga antipodum Doubleday, 1845 (espèce type pour le genre)
- Argyrophenga harrisi Craw, 1978
- Argyrophenga janitae Craw, 1978